# Star Trek: Conquest
Star Trek: Conquest est un jeu vidéo de stratégie au tour par tour développé par 4J Studios et édité par Bethesda Softworks, sorti en 2007 sur Wii et PlayStation 2,,,,,,,,.